# جون غوغيغان
جون غوغيغان (بالإنجليزية: John Geoghegan)‏ هو ناشر أمريكي، ولد في 1917 في فيلادلفيا في الولايات المتحدة، وتوفي في 28 ديسمبر 1999.